# (33925) 2000 LB27
2000 LB27 (asteroide 33925) é um asteroide da cintura principal. Possui uma excentricidade de 0.24360400 e uma inclinação de 9.52818º.
Este asteroide foi descoberto no dia 11 de junho de 2000 por Paulo R. Holvorcem em Valinhos.